# Konečník
Konečník (lat. rectum, počeštěně rektum z lat. intestinum rectum „rovné střevo“) je poslední část trávicí trubice, zakončená řitním otvorem, jímž se vyměšují nestrávené zbytky potravy ven z organismu. Konečník navazuje na sestupný tračník tlustého střeva.
Citlivé sliznice konečníku se již od 19. století využívají k aplikaci léků pomocí tzv. klystýru. Dnes se však používá aplikace čípků, zejména jako příprava na vyšetření, léčba různých chorob konečníku, nebo k celkové aplikaci některých léků (např. proti bolesti).

## Choroby konečníku
- anální fissura
- hemoroidy
- rakovina konečníku

Známým parazitem v konečníku je roup dětský.
Vznik hemoroidů může souviset s nevhodnou životosprávou, výskyt roupů s nedodržováním základních hygienických návyků.
Při závažných chorobách nebo úrazech, kdy konečník přestal plnit svoji funkci, je obvykle třeba provést umělý vývod tlustého střeva – stomii.